# 阿尔弗耶
阿尔弗耶（法語：Arfeuilles，法語發音：[aʁfœj]）是法国阿列省的一个市镇，位于该省东南部，属于维希区。

## 地理
阿尔弗耶（46°9'22"N, 3°43'39"E）面积59.56 平方千米，位于法国奥弗涅-罗讷-阿尔卑斯大区阿列省，该省份为法国中部省份，北起涅夫勒省、西北接谢尔省，西南至克勒兹省，南至多姆山省，东南临卢瓦尔省，东临索恩-卢瓦尔省。
与阿尔弗耶接壤的市镇（或旧市镇、城区）包括：勒布勒伊、沙泰勒蒙塔涅、沙特吕、圣尼科拉代比耶夫、圣皮埃尔拉瓦勒、圣博内德卡尔。

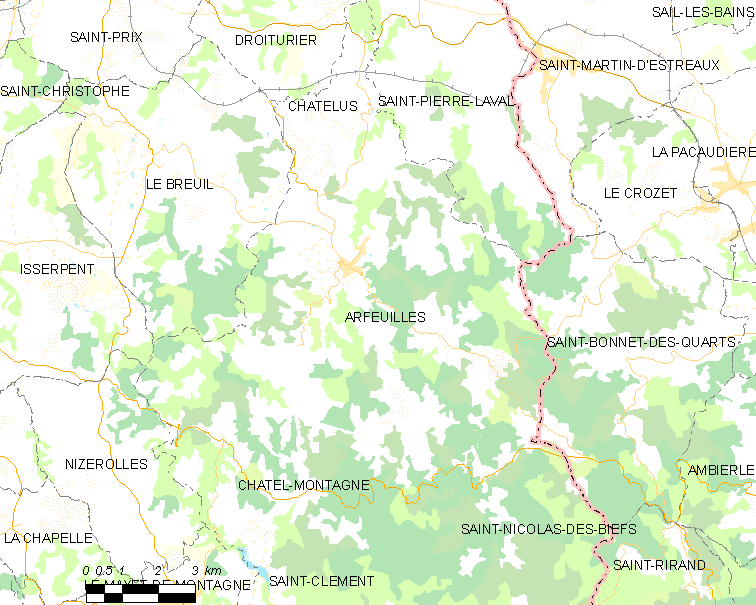
阿尔弗耶的OSM定位图

阿尔弗耶的时区为UTC+01:00、UTC+02:00（夏令时）。

## 行政
阿尔弗耶的邮政编码为03120，INSEE市镇编码为03006。

## 政治
阿尔弗耶所属的省级选区为拉帕利斯县。

## 人口

1962-2008年间阿尔弗耶人口变化图示

阿尔弗耶于2022年1月1日时的人口数量为610人。